# يوتاه ستارز
يوتاه ستارز (بالإنجليزية: Utah Stars)‏ هو نادي كرة سلة أمريكي تأسس في 1967.